# The Driver
The Driver (bra: Caçador de Morte; prt: O Profissional) é um filme estadunidense de 1978, dirigido e escrito por Walter Hill e estrelado por Ryan O'Neal, Bruce Dern e Isabelle Adjani.

## Sinopse
Ryan O'Neal vive um motorista que ajuda assaltantes a fugir das cenas de crime. Sua fama chama a atenção de um detetive corrupto (Bruce Dern), que fica obcecado em prendê-lo. O motorista, por outro lado, tem a ajuda de uma perigosa jovem (Isabelle Adjani).

## Elenco
- Ryan O'Neal como "O Motorista"
- Bruce Dern como "O Detetive"
- Isabelle Adjani como "A Jogadora"
- Ronee Blakley como "Conexão"
- Matt Clark como "Policial n.º 1"
- Felice Orlandi como "Policial n.º 2"
- Joseph Walsh como "Cara de Óculos"
- Rudy Ramos como "Bandido n.º 1"
- Denny Macko como "Bandido n.º 2"